# ۲۶۱ (پیش از میلاد)
۲۶۱ (پیش از میلاد) ۲۶۱مین سال قبل از تقویم میلادی است.

## درگذشتگان
- آنتیوخوس یکم دومین پادشاه سلوکی در ایران.